# Zay Ferenc
Csömöri báró Zay Ferenc (1498 – 1570. október 10.), kiváló diplomata, királyi udvarnok, főispán, Felső-Magyarország főkapitánya, történetíró.

## Élete
Zay Péter és lunkai és zeleméri Kamarás Borbála fia. Fiatal korában 1526-ban részt vett a mohácsi csatában; 1528-ban királyi udvarnok volt, 1550-ben az egri vár várnagya, 1552-ben az akkor épült szolnoki vár első kapitánya és Külső-Szolnok vármegye főispánja. 1553-ban a naszádosok kapitánya lett.
„Vitézsége, ügyessége és jeles elmetehetsége” még fontosabb állami szolgálatokban tűnt fel, mikor 1555-ben Verancsics Antallal a török udvarhoz küldték követségbe. 1560. július 1-jén I. Ferdinánd király hű és fontos szolgálataiért „mindkét nembeli gyermekeivel és utódaival az ország bárói és mágnásai sorába” emelte; 1568-ban pedig kassai és Felső-Magyarország főkapitányává nevezte ki.
1562. március 4-én ő és Balassa Menyhért serege a hadadi csatában leverte János Zsigmondot.

### Családja
Első felesége garai Bánffy Borbála (?–1569) volt, akivel nagy hozományhoz jutott, nyolc gyermekük született:
- Péter (?); neje: poltári Soós Katalin
- János (?); neje: felsőkubini és nagyolaszi Kubinyi Borbála
- László (1547–1590) Véglesvár kapitánya, királyi főasztalnokmester; neje: Felizitas von Puecheim
- András (?); neje: nagyapponyi Apponyi Orsolya
- Magdolna (?); öt alkalommal ment férjhez
- Anna (?); férje: körösszeghi és adorjáni Csáky Pál
- Lőrinc (?); neje: orbovai báró Jakussith Sára
- Borbála (?); férje: petrőczi és kászavári Petrőczy Miklós

1569-ben azonban Zay báró megözvegyült, így 1566-ban ismét megnősült. Ekkor Mindszenti Katalint vette el, akitől egyetlen fia született:
- Miklós (1568-?); neje: páni Török Erzsébet

## Művei
- De Scepusiensis belli initio & praeludio a. 1560 (M. G. Kovachich, Scriptores rerum hungaricarum minores I. Budae, 1798. 5.)
- Levelek Heraclides Jakab moldva vajda és Zay Ferencz kassai főkapitány összeköttetéseinek történetéhez; sajtó alá rend. Thallóczy Lajos; Athenaeum Ny., Bp., 1890
- Az Lándorfejírvár elveszésének oka e vót, és így esött; sajtó alá rend. Kovács István, utószó Szakály Ferenc; Magyar Helikon, Bp., 1980 (Bibliotheca historica)
- Az Landor feyrwar El wezessenek oka E woth Es Igy Essewth. 1535 k.; jegyz., tan. Kovács István; hasonmás és kritikai szövegkiad.; KLTE, Debrecen, 1982 (Opera Facultatis Philosophicae Universitatis de Ludovico Kossuth nominatae)
- Zay Ferenc: János király árultatása / Pécsi Kis Péter: Magyarázat / Bánffy György: Második János... török császárhoz menetele; összeáll., szöveggond., Kis Péter, Magyarázat-át ford., bev., jegyz. Bessenyei József; Balassi, Bp., 1993 (Régi magyar könyvtár. Források)